# Cmentarz żydowski w Bobowej
Cmentarz żydowski w Bobowej – został założony w XVIII wieku i zajmuje powierzchnię 0,75 ha, na której zachowało się około stu nagrobków z inskrypcjami w języku hebrajskim i niemieckim. Cmentarz mieści też ohel kryjący szczątki bobowskich cadyków, kwaterę żołnierzy żydowskich poległych w czasie I wojny światowej, jest to austriacki cmentarz wojenny nr 132 – Bobowa, na którym pochowano 8 żołnierzy austro-węgierskich oraz pomnik i kwaterę ofiar Holocaustu. Cmentarz w latach II wojny światowej był miejscem egzekucji ludności żydowskiej.